# María Elena Marqués
María Elena Marqués (Mexico-Stad, 14 december 1926 - aldaar, 11 november 2008) was een Mexicaans actrice.

## Biografie

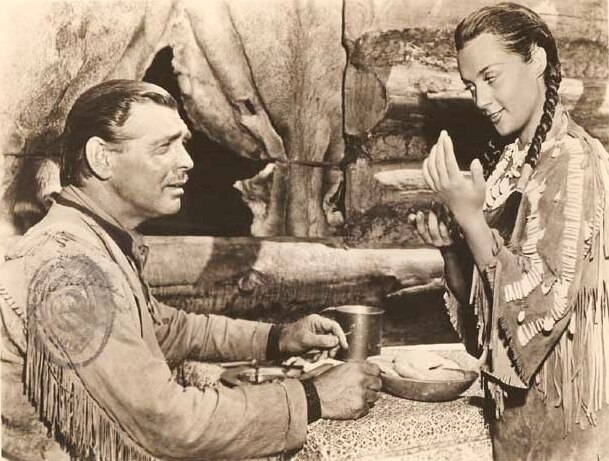
Clark Gable en María Elena Marqués in Across The Wide Missouri

Marqués begon haar carrière in 1942 in een film van Fernando de Fuentes. In 1943 acteerde ze naast María Félix in Doňa Barbera. In 1947 speelde ze in haar bekendste film: la perla naast Pedro Armendáriz. Ook verscheen ze in de Hollywood-productie Across the Wide Missouri met onder meer Clark Gable. Ze speelde haar laatste rol in 1981.
Ze overleed op 11 november 2008 in Mexico-Stad.
- Biblioteca Nacional de España: XX4580449
- Bibliothèque nationale de France: cb16243831c (data)
- Gemeinsame Normdatei: 132222132
- International Standard Name Identifier: 0000 0001 1714 5386
- Library of Congress Control Number: nr97042698
- Système universitaire de documentation: 135486106
- Virtual International Authority File: 163657170
- WorldCat: E39PBJdCqxvHgFwvD8V6PTHcT3